# Ngoung
Ngoung est un village de la région du Centre du Cameroun. Localisé dans l'arrondissement (commune) de Matomb dans le département du Nyong-et-Kéllé, il est situé sur la route nationale No 3 qui lie la capitale du pays, Yaoundé (70 km), et Douala.

## Géographie
Le village de Ngoung est proche des localités de Lamal-Pouguè et Matomb. Le climat de Lamal-Pouguè est tropical avec de fortes précipitations et une courte saison sèche. La température moyenne y est de 24,3 °C et la moyenne des précipitations est de 1 984 mm par an.

## Population et société
Ngoung comptait 537 habitants lors du dernier recensement de 2005. La population est constituée pour l’essentiel de Bassa.